# Peplo

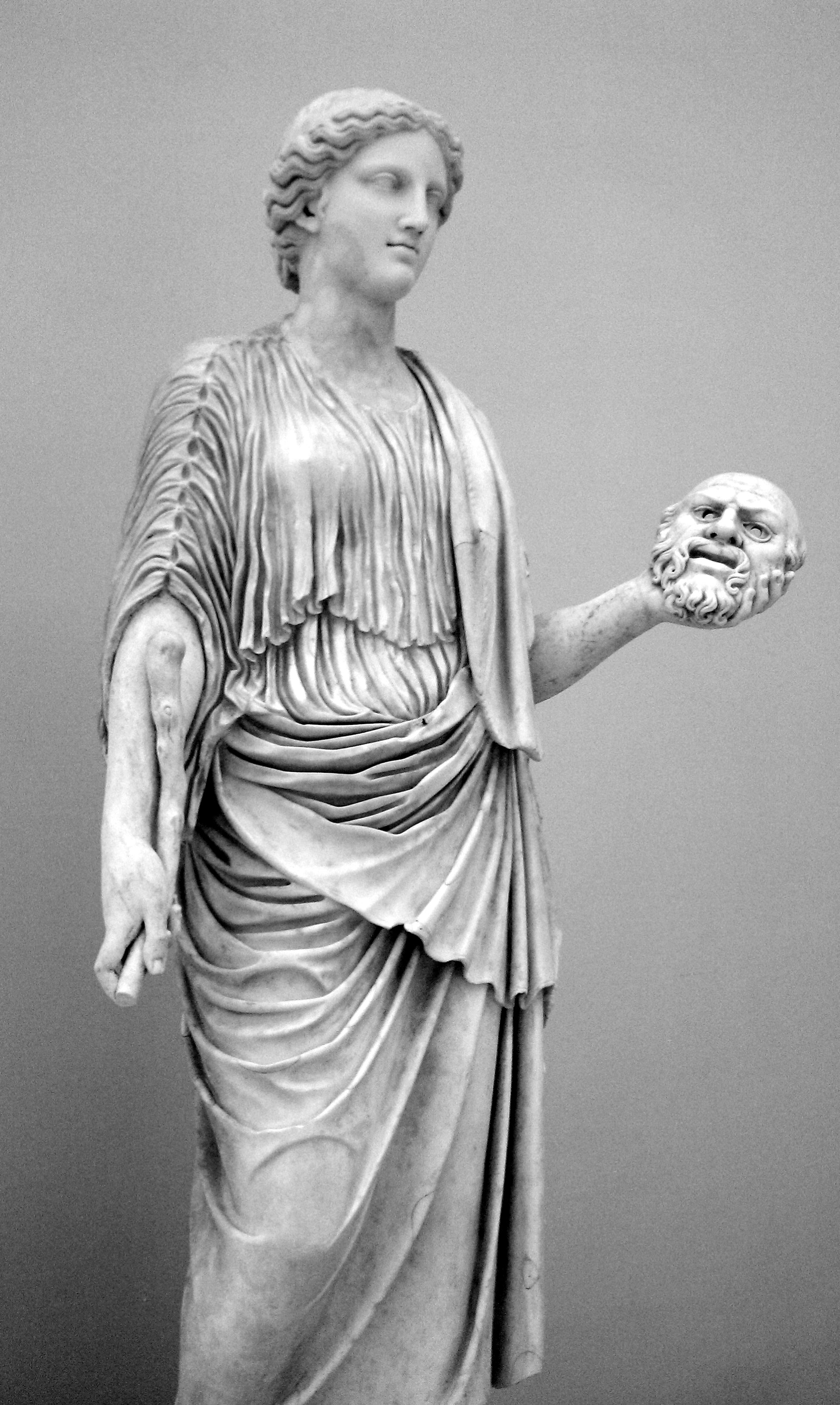
Copia romana da originale greco. Si noti la fitta serie di fibule che ferma l'abito sulla spalla e scende sul braccio. MANN.

Il peplo (dal latino peplum, a sua volta derivante dal greco antico πέπλος) è un abito unicamente femminile di colore bianco dell'antica Grecia indossato comunemente dalle donne prima del 500 a.C.
Esistevano tre tipi di peplo: 
- dorico;
- ionico;
- attico.

Consisteva essenzialmente in un panno di lana fissato al fianco da una cintura che forma le tipiche pieghe, normalmente aperto su un lato (il destro) e fermato sulla spalla da fibule.
Indossare il peplo conferiva austerità e portamento nobile e severo.